# Temnaspis bicoloripennis
Temnaspis bicoloripennis is een keversoort uit de familie halstandhaantjes (Megalopodidae). De wetenschappelijke naam van de soort werd in 1950 gepubliceerd door Maurice Pic.